# Erythroxylum ligustrinum
Erythroxylum ligustrinum là một loài thực vật có hoa trong họ Erythroxylaceae. Loài này được DC. mô tả khoa học đầu tiên năm 1824.